# Ромео и Джульетта (фильм-опера, 2002)
«Роме́о и Джулье́тта» (фр. Roméo et Juliette) — художественный телефильм-опера режиссёра Барбары Уиллис Свит, поставленный в 2002 году, экранизация одноимённой оперы Шарля Гуно.

## Сюжет
Телефильм-опера является экранизацией оперы «Ромео и Джульетта» Шарля Гуно,  написанной по сюжету одноимённой трагедии британского драматурга Уильяма Шекспира. Изложение сюжета см. в статье «Ромео и Джульетта».

## В ролях
| Актёр           | Роль                                    |
| --------------- | --------------------------------------- |
| Роберто Аланья  | Ромео                                   |
| Анджела Георгиу | Джульетта                               |
| Тито Белтран    | Тибальт (поёт он же)                    |
| Павел Новак     | Меркуцио (поёт Вратислав Криж)          |
| Ян Шваб         | Капулетти (поёт Алеш Гендрич)           |
| Даниэль Липник  | отец Лоран (поёт Франтишек Захрадничек) |
| Марсель Акварон | Парис (поёт Зденек Харвенек)            |

## Музыканты
- Чешский филармонический камерный оркестр (Камерный оркестр чешской филармонии)  (чеш. Filharmonický komorní orchestr, чеш. Czech Philharmonic Chamber Orchestra). (Чешский филармонический оркестр — ?)
- Музыкальный руководитель и дирижёр  — Антон Гуаданьо[англ.].

## Съёмочная группа
- Режиссёр: Барбара Уиллис Свит
- Продюсер: Крис Хант
- Сценаристы: Жюль Барбье и  Мишель Карре по трагедии Уильяма Шекспира
- Композитор: Шарль Гуно
- Оператор: Тони Миллер
- Художники: Карел Вачек (художник-постановщик), Кристиан Гаск[фр.] (художник по костюмам)
- Монтажёр: Элисон Гордон

## Места съёмок
Фильм снят в Чехии, в замке Звиков и его окрестностях.

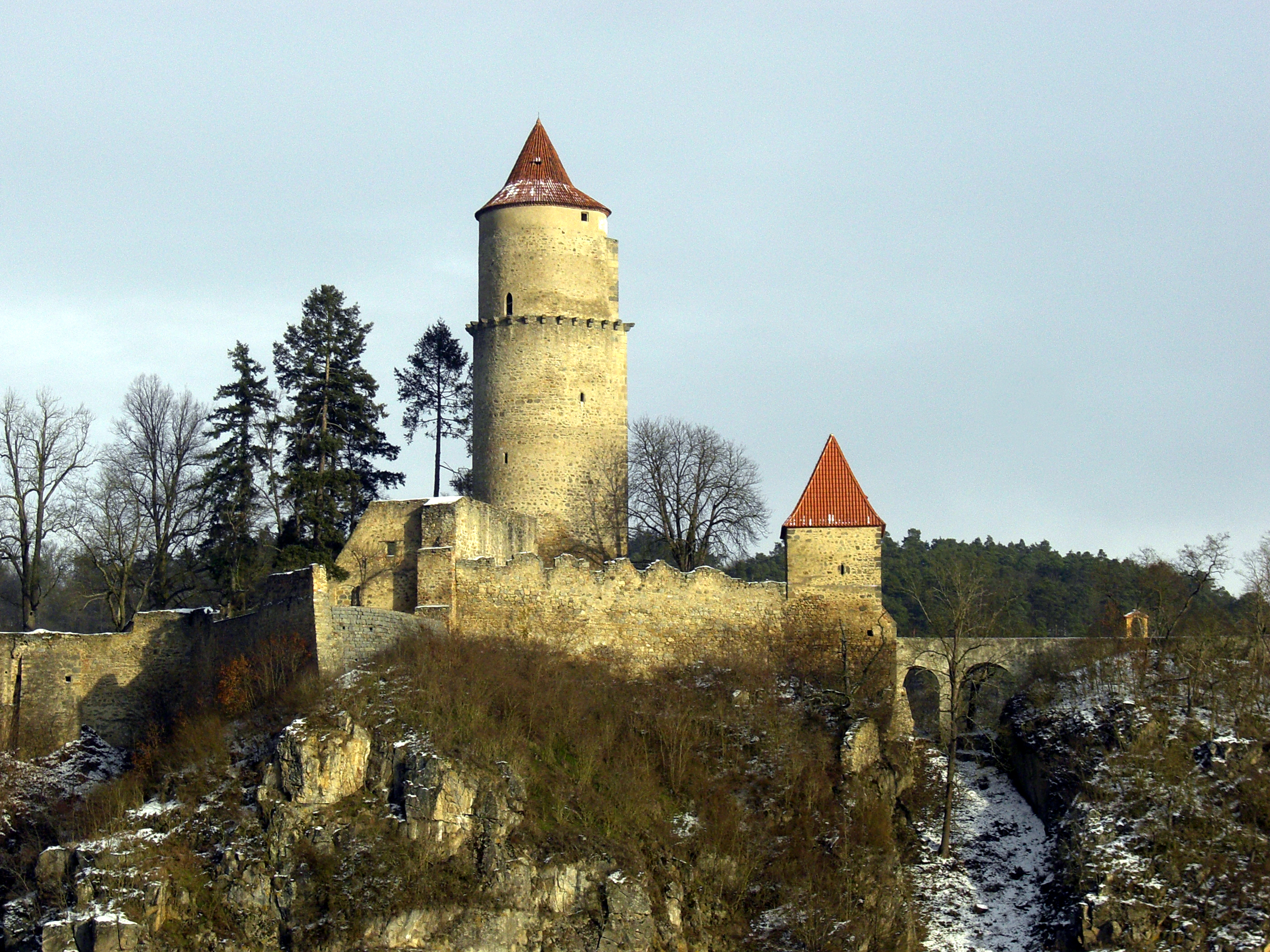
замок Звиков
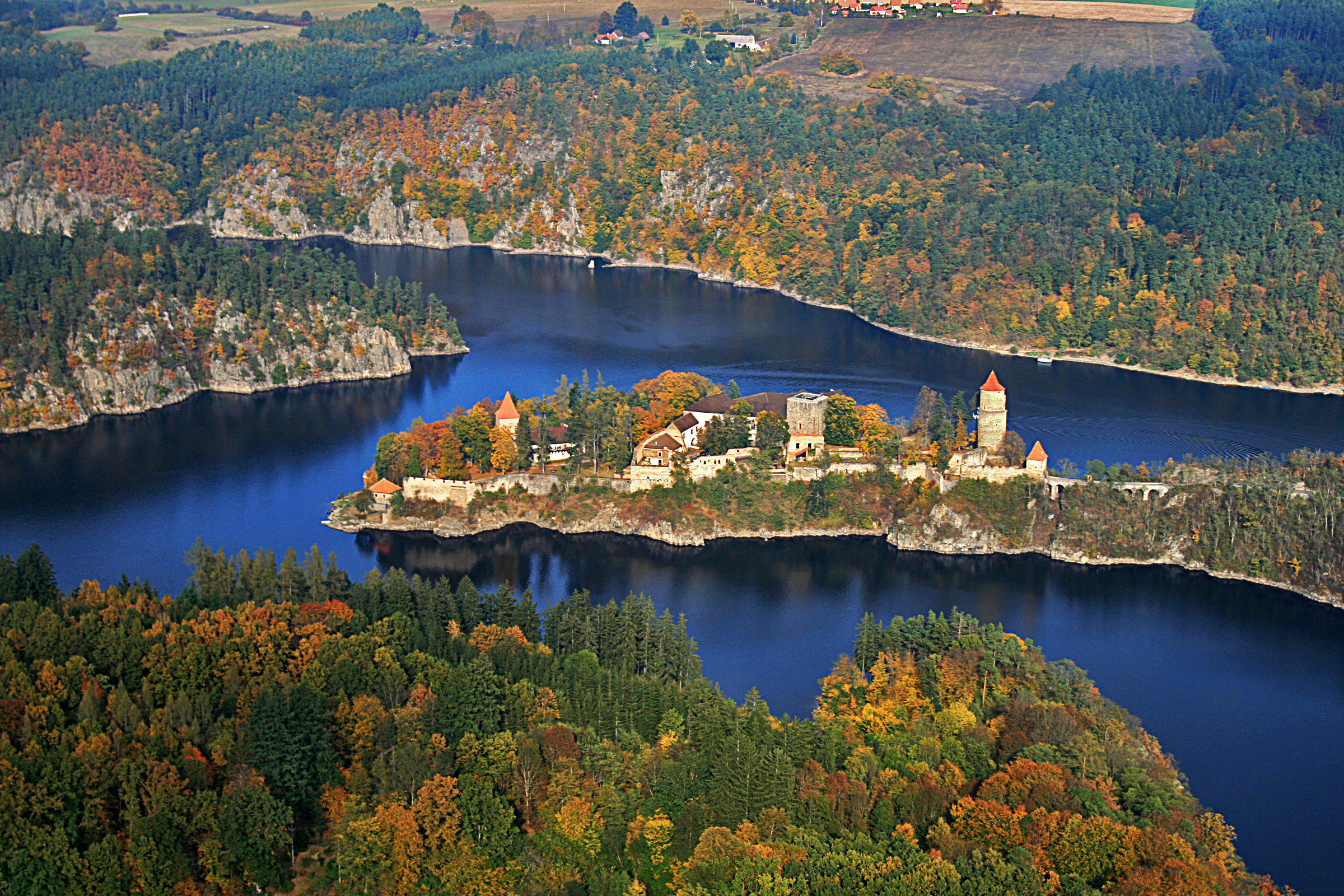
вид на замок Звиков и его окрестности сверху

## Издание на видео
- Выпущен на DVD фирмой «Arthaus Musik».